# Cinturó de l'Empordà
Pour l’article homonyme, voir Empordà_(homonymie).
Le Cinturó de l'Empordà est une course cycliste par étapes espagnole disputé dans la Province de Gérone. Elle fait partie de l'UCI Europe Tour en catégorie 2.2, de 2008 jusqu'à sa disparition en 2011.
La course est l’héritière de l'ancien Tour de l'Empordà (Volta a l'Empordà), une course courue de 1961 à 1997, qui avait une grande renommée dans le cyclisme amateur.

## Palmarès partiel de la Volta a l'Empordà
| Année | Vainqueur                | Deuxième             | Troisième          |
| ----- | ------------------------ | -------------------- | ------------------ |
| 1975  | José Enrique Cima        | Paul Wellens         |                    |
| 1978  | Guy Nulens               |                      |                    |
| 1979  | Jan Bogaert              |                      | Benny Van Brabant  |
| 1981  | Ronny Penxten            | Jos Haex             |                    |
| 1982  | Teun van Vliet           | Pello Ruiz Cabestany |                    |
| 1985  | José Luis Villanueva     | Henri Abadie         |                    |
| 1986  | John van den Akker       | Luc Leblanc          | Johannes Draaijer  |
| 1987  | Francisco Javier Mauleón | Manuel Gonzalo       |                    |
| 1989  | Bruno Huger              | Jörg Paffrath        | Jens Zemke         |
| 1990  | Marc Wauters             | Dimitri Tcherkachine | Sylvain Bolay      |
| 1993  | Jaime Hernández          |                      |                    |
| 1994  | Michael Andersson        | Niklas Axelsson      | Guennadi Mikhailov |

## Palmarès du Cinturó de l'Empordà
| Année | Vainqueur                | Deuxième             | Troisième                |
| ----- | ------------------------ | -------------------- | ------------------------ |
| 2000  | Sergi Escobar            |                      |                          |
| 2001  | Didac Cuadros            |                      |                          |
| 2002  | Santiago Segú            |                      |                          |
| 2003  | Lars Teutenberg          | Jean-Luc Delpech     | Fabien Fraissignes       |
| 2004  | Rémi Pauriol             | Karl Zoetemelk       | Huub Duyn                |
| 2005  | Giovanni Báez            | Isaac Escola         | Dani Vancells            |
| 2006  | Rafael Rodríguez Segarra | Loïc Herbreteau      | Ibon Zugasti             |
| 2007  | Gatis Smukulis           | Fabien Fraissignes   | Sébastien Fournet-Fayard |
| 2008  | Luca Zanasca             | Antonio Olmo Menacho | Mikel Nieve              |
| 2009  | Francisco Ventoso        | Ibon Zugasti         | Emanuele Sella           |
| 2010  | José Herrada             | Moisés Dueñas        | Vicente García de Mateos |
| 2011  | Paul Voss                | Julien Antomarchi    | Adrián Sáez              |